# The Genius Prince’s Guide to Raising a Nation Out of Debt
The Genius Prince's Guide to Raising a Nation Out of Debt (Hey, How About Treason?) (яп. 天才王子の赤字国家再生術〜そうだ、売国しよう〜 Тэнсай о:дзи но акадзи кокка сайсэй дзюцу ~Со: да, байкоку сиё:~, «Руководство гениального принца по вытаскиванию страны из долгов ~Эй, как насчёт измены?~») — серия ранобэ, написанная Тору Тобой с иллюстрациями fal_maro. С мая 2018 года издательство SB Creative выпустило 10 томов под своим импринтом GA Bunko. На её основе также выпущены манга авторства Эмуды и аниме-сериал студии Yokohama Animation Laboratory.

## Сюжет
На севере континента Варно лежит небольшое королевство Натра. Стоило королю свалиться от болезни, и все дела по руководству страной свалились на его талантливого сына Вэйна Салему Арбалеста. Внешне принц поддерживает имидж гения и талантливого правителя, но за кулисами ищет любой повод не работать. Присматривать за ним и напоминать о его обязанностях приходится его адъютанту Ниним Ралей.
Мечтой Вэйна является возможность «продать» свою страну подороже и прожить всю оставшуюся жизнь в тишине и спокойствии. Вот только все его планы оказываются жертвами его гениальности и приводят скорее к укреплению и расширению королевства и укреплению образа принца в качестве талантливого правителя.

## Персонажи
Вэйн Салема Арбалест (яп. ウェイン Уэин) — главный герой произведений, гениальный наследный принц-регент Натры, любимый своим народом, но на деле мечтающий избавиться от трона и жить в достатке и спокойствии. Он похож сразу на главных героев Irresponsible Captain Tylor и How a Realist Hero Rebuilt the Kingdom: он прагматичен и очень-очень хорош в своём деле, но отчаянно не хочет им заниматься, но не может и игнорировать, искренне заботясь о своих людях. Все его планы обычно срабатывают намного лучше, чем ему бы хотелось, даже если он намеренно пытается проиграть.
Сэйю: Сома Сайто
Ниним Ралей (яп. ニニム・ラーレイ Ниниму Ра:рэй) — адъютант Уэйна, принадлежащая к расе альбиносов «флам», преследуемой и порабощаемой в большинстве стран мира. С детства всегда была рядом с принцем, он называёт её своим «сердцем». Именно она заставляет его заниматься делами, когда Уэйн ищет предлоги увильнуть от работы.
Сэйю: Риэ Такахаси
Фаланья Элк Арбалест (яп. フラーニャ・エルク・アルバレスト Фура:ня Эруку Арубарэсуто) — младшая сестра Уэйна и принцесса Натры, боготворящая и считающего его идеальным принцем и братом. Желая помочь ему, она старательно учится, а позже получает возможность проявить себя на переговорах.
Сэйю: Саяка Сэмбонги
Ловелмина Эрфворлд (яп. ロウェルミナ・アースワルド Роуэрумина А:суварудо) — вторая принцесса империи и сокурсница Уэйна и Ниним со времён их учёбы в имперской военной академии. Одна из немногих, кто может сравниться по своему уму с гениальным принцем. Ловелмина мечтает изменить взгляды империи на роль женщин в обществе, и хотя Уэйн отказался ей помогать, она следует его предложению: «Заставь меня!». В ходе сюжета вмешивается в борьбу за трон между своими братьями, ни одного из которых не находит достойным стать новым императором.
Сэйю: Нао Тояма

## Медиа

### Ранобэ
Ранобэ написаны Тору Тобой, иллюстрации к ним сделаны fal_maro. SB Creative с мая 2018 года выпустило 10 томов под своим импринтом GA Bunko.
| № | Дата публикации       | ISBN                   |
| --- | --------------------- | ---------------------- |
| 1 | 12 мая 2018 года      | ISBN 978-4-79739-703-1 |
| Наследный принц Уэйн вынужден занять место регента, когда его отец слёг с тяжёлой болезнью, и в королевстве Натра царит множество проблем, требующих его внимания. Среди положительных сторон у Натры только её расположение — через него лежит одна из немногих дорог через горы, разделяющие восток и запад континента, а потому Уэйн планирует повыгоднее продать страну соседней империи, которая вполне может решить завоевать их, чтобы иметь доступ к другим странам. Западный сосед Натры Марден решает, что пока трон Натры пустует, — самое время попытаться захватить её земли. Осознавая возможные проблемы для экономики, Уэйн разрабатывает блестящую военную кампанию и завоёвывает самое ценное владение Мардена — золотую шахту, но так как в это же время в Марден вторгается другой сосед — Кавалин — план Уйэна продать шахту назад и поправить этим казну Натры проваливается.            |                       |                        |
| 2 | 14 сентября 2018 года | ISBN 978-4-79739-900-4 |
| В Натру прибывает принцесса империи и бывшая сокурсница Уэйна Ловелмина Эрфворлд с предложением о заключении политического брака между ней и принцем. Из-за этого Уэйн оказывается втянут во внутренние политические интриги империи. Весь том посвящен попыткам Уэйна и Ниним разгадать истинные планы Ловелмины и стараниям принцессы запутать их и вовлечь в свои дела, ведь кроме союза с небольшим королевством она может, например, хотеть использовать его армию для усмирения пытающихся восстать имперских провинций. В итоге принцесса отзывает своё предложение и закладывает основу для создания собственной фракции в борьбе за трон империи против своих братьев. |                       |                        |
| 3 | 12 января 2019 года   | ISBN 978-4-81560-115-7 |
| Ставший после падения Мардена новым соседом Натры Кавалин устраивает фестиваль духов, одновременно с которым будет проходить собрание правителей запада. На фестиваль приглашают и Уэйна, чтобы оценить перспективы отношений между странами. По дороге он сталкивается с остатками сопротивления Мардена и берёт их представителя с собой. После знакомства с правителями запада и оценки дальнейших действий, Уэйн выходит из себя из-за замечания короля Кавалина насчёт Ниним и убивает его. Это заставляет принца бежать из города, оставляя за собой хаос и скинув вину за убийство на одного из генералов Кавалина. По пути домой Уэйн узнаёт о восстании в собственной стране. После его подавления он объединяется с сопротивлением Мардена и помогает им отвоевать бывшую столицу, планируя заключить союз с новым Марденом, но его правительница принцесса Зеновия объявляет страну вассалом Натры. |                       |                        |
| 4 | 14 июня 2019 года     | ISBN 978-4-81560-272-7 |
| Спровоцированные Ловелминой, три принца империи вынуждены собрать в купеческом городе Мелтарсе саммит, на котором предполагается мирно решить, кто из них будет следующим императором. От Натры на саммит отправляется Фаланья. Мирный саммит оборачивается военной операцией, когда двое принцев используют подвернувшийся повод, чтобы осадить богатый город, а с другой стороны к нему подходит армия западных стран под флагом Леветии, одной из крупнейших религий, пришедшая «освободить город от злого имперского ига». Прибывшему Уэйну приходится придумывать, как выпутаться из этой ситуации: для этого Фаланья объединяет жителей и выводит их из города к армии Леветии с просьбой защитить население, тем самым вынуждая их тратить принесённые с собой припасы, тогда как армии принцев сталкиваются в бою на улицах опустевшего города.                                                        |                       |                        |
| 5 | 12 октября 2019 года  | ISBN 978-4-81560-380-9 |
| 6 | 14 февраля 2020 года  | ISBN 978-4-81560-535-3 |
| 7 | 12 июня 2020 года     | ISBN 978-4-81560-709-8 |
| 8 | 12 ноября 2020 года   | ISBN 978-4-81560-888-0 |
| 9 | 12 марта 2021 года    | ISBN 978-4-81560-942-9 |
| 10 | 12 августа 2021 года  | ISBN 978-4-81561-095-1 |

### Манга
| № | Дата публикации      | ISBN                   |
| - | -------------------- | ---------------------- |
| 1 | 12 февраля 2020 года | ISBN 978-4-75756-519-7 |
| 2 | 7 ноября 2020 года   | ISBN 978-4-75756-734-4 |
| 3 | 7 апреля 2021 года   | ISBN 978-4-75757-183-9 |
| 4 | 7 сентября 2021 года | ISBN 978-4-75757-455-7 |

### Аниме
Выход аниме-сериала на основе ранобэ был анонсирован в ходе трансляции события «GA Fes 2021» 31 января 2021 года. Продюсером выступила компания NBCUniversal Entertainment Japan, а анимацией занялась студия Yokohama Animation Laboratory. Режиссёром выступил Макото Тамагава, помощником режиссёра — Синья Цай, Дэко Акао — сценарист, Рюносукэ Одзи — дизайнер персонажей, а Тосихико Сахаси написал к сериалу музыку.
Начальная композиция сериала — «Level» в исполнении Наги Янаги в сотрудничестве с The Sixth Lie, а завершающая — «Hitori to Kimi to» (яп. ヒトリとキミと Хитори то кими то, «Одна и с тобой») в исполнении Ёсино Нандзё.
Показ сериала начался 11 января 2022 года на каналах Tokyo MX, BS NTV и AT-X.
За пределами Азии аниме лицензировано компанией Funimation. В Южной и Юго-Восточной Азии — Muse Communication.

## Критика
В 2019 году ранобэ заняло третье место в опросе «Следующий хит» BookWalker'а в категории «бункобон».Да
The Genius Prince’s Guide to Raising a Nation Out of Debt похожа одновременно на Irresponsible Captain Tylor, «Герой-рационал перестраивает королевство» и The Economics of Prophecy. Подобное сочетание позволяет создать увлекательную историю об управлении королевством и войне. От них произведение отличается тем, что мир относится к фэнтези весьма условно — в нём есть другие расы, но никаких других свойственных жанру элементов. Основная комедийная составляющая строится вокруг противоречия между идеальным образом принца и его нытьём и провальными попытками уклониться от работы.
Персонажи в The Genius Prince’s Guide to Raising a Nation Out of Debt реагируют на окружающие события как реальные люди, учитывая самые разные аспекты в своих отношениях, например, предложение свадьбы от имперской принцессы рассматривается во многом как политическое действие, но все центральные персонажи имеют своё мнение и испытывают разные чувства в связи с ним. Их взаимодействия с друг другом и ум отлично работают в ранобэ.
В книгах меньше клишированных сюжетных поворотов, и сюжет не боится сходить с проторённой дороги. Хотя нельзя сказать, что всё в нём ново, но всё же произведение выделяется из ряда схожих работ.